# Acmaea antillarum
Acmaea antillarum är en snäckart som först beskrevs av Sowerby 1831.  Acmaea antillarum ingår i släktet Acmaea och familjen Acmaeidae. Inga underarter finns listade i Catalogue of Life.